# ЖОК Гацко
ЖОК Гацко је женски одбојкашки клуб из Гацка, РС, БиХ. Клуб се тренутно такмичи у Премијер лиги Босне и Херцеговине.

## Историја
Одбојка у Гацку се од завршетка Другог свјетског рата играла искључиво у школама, на часовима физичког васпитања. Тек половином 80-их година група ентузијаста покреће активности на оснивања одбојкашког клуба и започињању професионалног рада. Одбојкашки клуб „Гацко“ основан је 1985. године са мушком селекцијом, да би свој рад обуставио већ 1992. године због ратних дешавања.
Завршетком рата долази до обнове рада ОК „Гацко“, да би 1996. године била формирана и женска селекција.
На самом почетку акценат је био на омладинским категоријама, а убрзо је формиран и први тим искључиво од дјеце и омладине из Гацка. Већ послије двије године 1998. године Гацко осваја титулу кадетског шампиона Републике Српске. Убрзо ће ова кадетска екипа преузети главну улогу у првом тиму, и за кратак период доћи у сам врх одбојке у Републици Српској. Већ у сезони 1999/00. доминантно надигравају све ривале и освајају прву титулу првака Републике Српске. Носиоци игре шампионске генерације биле су Сузана Шуковић и Сања Старовић, актуелна репрезентативка Србије.
Снажан успон започиње у сезони 2012/13 када екипа осваја треће мјесто у Премијер лиги БиХ и осигурава учешће у међународним такмичењима. У сезони 2013/14 екипа ЖОК Гацко по први пут учествовала је у Челенџ купу чиме је постала први клуб из Гацка који је учествовао у међународним такмичењима. Екипа је елиминисана у другом колу Челенџ купа од белгијског тима Хермес Остенде, али је самим учешћем исписана значајна страница клупске историје. Остаће запамћено да су прву међународну утакмицу одиграле Маја Маљевић, Хелена Кошутић, Ана Гајић, Тијана Салатић, Катарина Поповић, Јелена Перишић, Дејана Бољановић, Наташа Слијепчевић, Ана Шојић, Милена Ковачевић, Милосава Бјековић и Андријана Дивљан, а екипу су са клупе предводили Иван Маљевић и његов помоћник Горан Савић.
Била је то сјајна увертира у најуспјешнију сезону у историји клуба. Мјесец дана након европског дебија, екипа ЖОК Гацко играла је финале Купа Републике Српске гдје је поражена од Бимал Јединства, и освојила је друго мјесто и сребрену медаљу. У марту мјесецу 2014 године, као финалисткиње Купа РС, гачанке су учествовале и на завршном турниру Купа Босне и Херцеговине. У полуфиналу је савладан освајач Купа Федерације, екипа Слободе из Тузле резултатом 3:1, а у финалу у драматичној утакмици побијеђено је Бимал Јединство резултатом 3:2. Овом побједом прекинута је вишегодишња доминација брчанки, и трофеј побједника Купа БиХ припао је екипи ЖОК ГАЦКО.
У истој сезони остварени су сјајни резултати у Премијер лиги БиХ, гдје је са само два пораза у сезони освојено 2 мјесто и играно финале плеј-офа за првака Босне и Херцеговине.